# Tortefontaine
Tortefontaine (Aussprache [ˌtɔʁtəfɔ̃ˈtɛn]) ist eine französische Gemeinde mit 232 Einwohnern (Stand: 1. Januar 2022) im Département Pas-de-Calais in der Region Hauts-de-France. Sie gehört zum Arrondissement Montreuil und ist Mitglied im Gemeindeverband Communauté de communes des 7 Vallées. Die Einwohner werden Tortefontainois und Tortefontainoises genannt.
Nachbargemeinden sind Gouy-Saint-André im Norden, Mouriez im Nordosten, Dompierre-sur-Authie im Südosten, Ponches-Estruval im Südwesten und Douriez im Westen.

## Geschichte
In Tortefontaine lag die Abtei Saint-Josse de Dommartin, der die Abtei Marcheroux unterstellt war. 

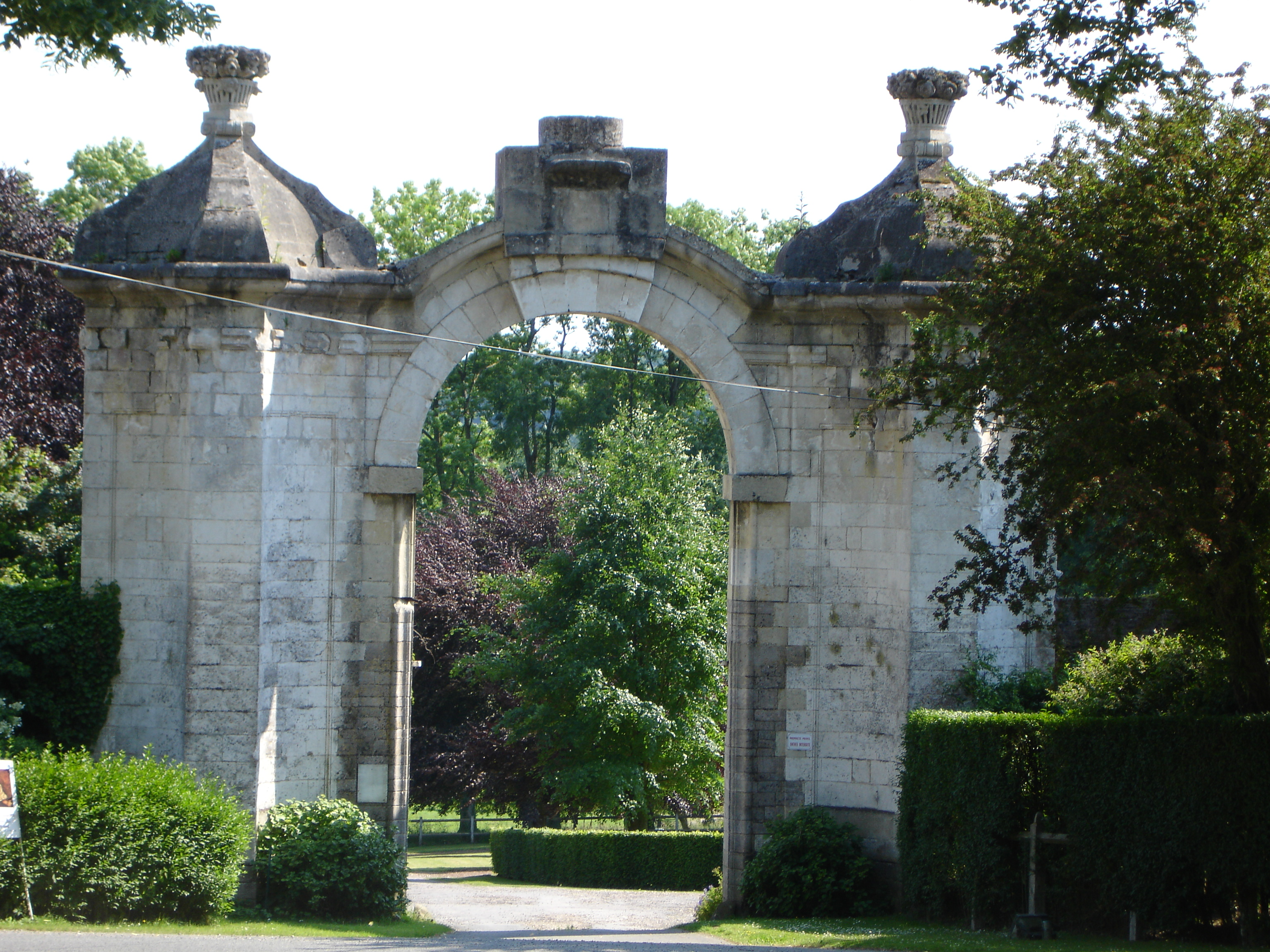
Portal der einstigen Abtei von Dommartin
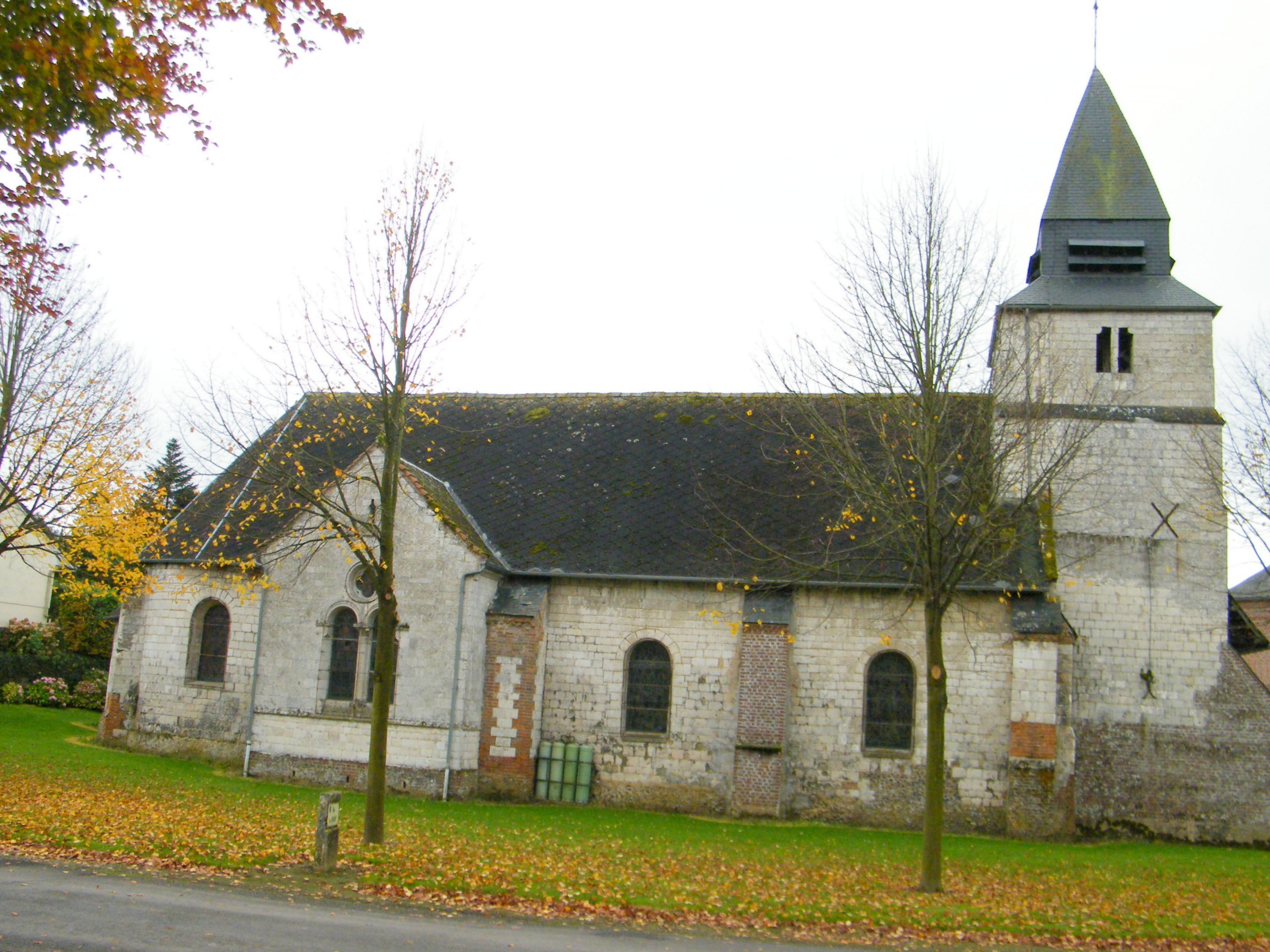
Südfassade der Kirche Saint-Martin
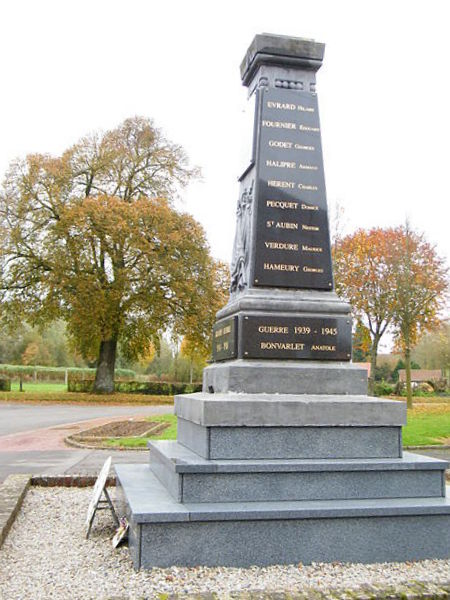
Kriegerdenkmal
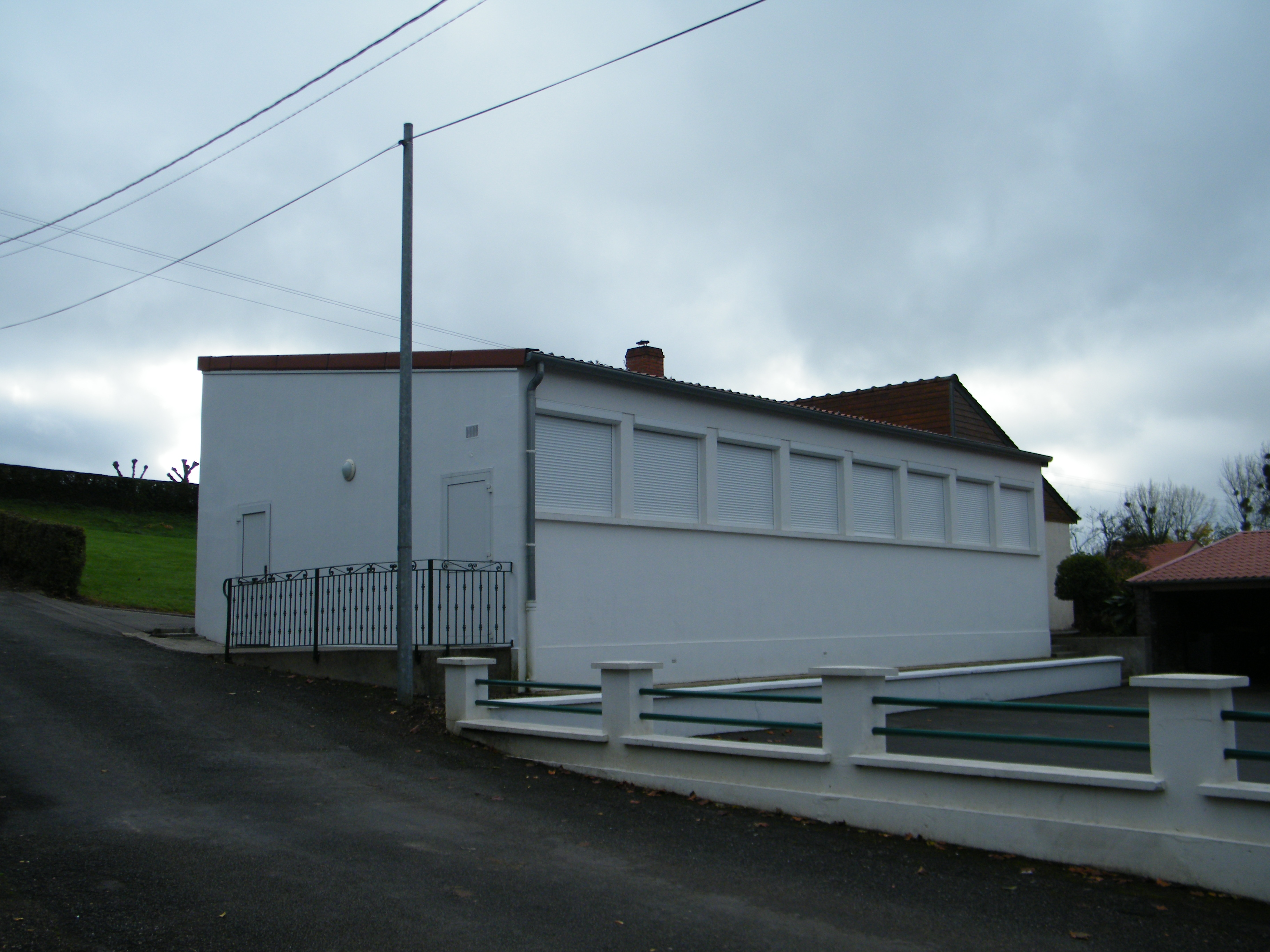
Gemeindesaal

### Bevölkerungsentwicklung
| Jahr      | 1962 | 1968 | 1975 | 1982 | 1990 | 1999 | 2008 | 2014 |
| --------- | ---- | ---- | ---- | ---- | ---- | ---- | ---- | ---- |
| Einwohner | 311  | 285  | 225  | 258  | 216  | 231  | 234  | 248  |